# Heinrich Christian Friedrich Schumacher
Heinrich Christian Friedrich Schumacher (15 de novembro de 1757, Glückstadt - 09 de dezembro de 1830, Copenhague) foi um naturalista, médico cirurgião, botânico alemão-dinamarquês e foi Professor de Anatomia pela Universidade de Copenhague.
Heinrich Schumacher conduziu pesquisas significativas em moluscos e também onde identificou muitas espécies no sistema de classificação científica.